# Harpolithobius folkmanovae
Harpolithobius folkmanovae är en mångfotingart som beskrevs av Kaczmareck 1975. Harpolithobius folkmanovae ingår i släktet Harpolithobius och familjen stenkrypare.
Artens utbredningsområde är Bulgarien. Inga underarter finns listade i Catalogue of Life.